# Aphrophora canadensis
Aphrophora canadensis är en insektsart som beskrevs av Walley 1928. Aphrophora canadensis ingår i släktet Aphrophora och familjen spottstritar. Inga underarter finns listade i Catalogue of Life.